# Алекс Литт
Александра Гему (родилась 4 января 1995 года, Кишинёв, Молдова) известна также под именем Алекс Литт (англ. Alex Litt) — европейский фотограф, блогер. Специализируется в жанре арт ню. Акцентирует в своих работах внимание на красоте человеческого тела. Является финалистом и призёром (3-е место) международного конкурса фотографов International Color Awards 10th ed.

## Биография
Александра Гему родилась 4 января 1995 года в городе Кишинёв, Молдова, единственный ребёнок в семье. Её родные по линии отца из Молдовы, по линии матери — из России. Родным языком фотографа является русский. Первую фотокамеру Алекс получила в подарок от родителей, когда ей было 9 лет. В 2007 году окончила художественную школу с дипломом с отличием.

## Карьера

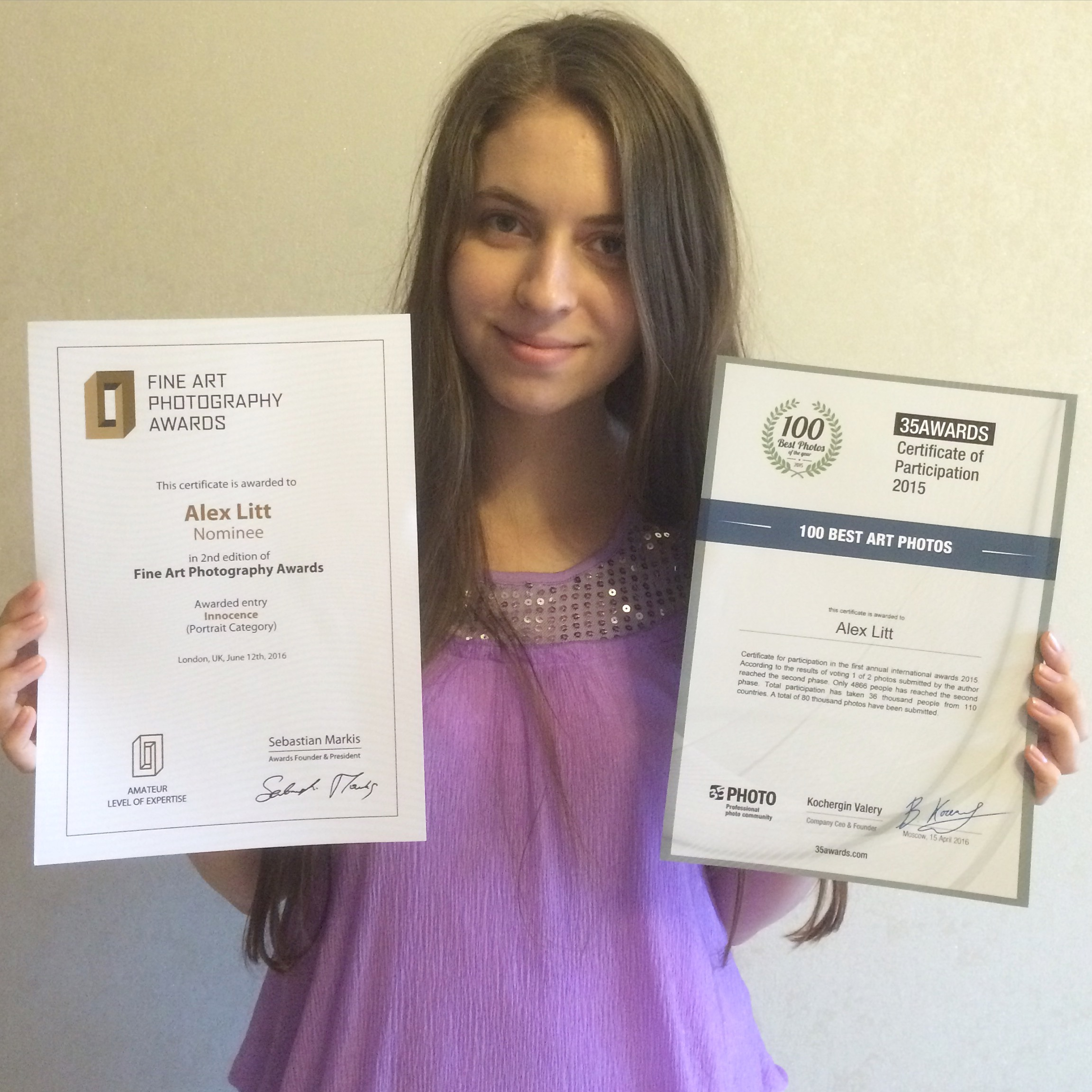
Алекс Литт с первыми наградами

В 2013 году в возрасте 18 лет Алекс стала организатором фотосъёмок. Она запустила проектдля фотографов, моделей, визажистов и дизайнеров в Кишинёве. Интерес к проекту ослаб, когда Алекс исполнилось 19 — больше времени уделялось изучению искусства фотографии.
Я выбрала именно этот жанр фотографии ввиду того, что меня восхищала красота человеческого тела. Я познакомилась с искусством будучи ребёнком и посещая художественную школу. Сейчас же я стараюсь показать людям, что нет ничего ужасного в обнажённом теле в симбиозе с природой и миром животных.
— Алекс Литт о выборе жанра ню, 
В 2017 году Алекс работала контент-менеджером в одной из крупнейших музыкальных студий Кишинёва — Poli Disc, параллельно пробуя себя в работе над короткометражными фильмами. Также она участвовала в организации музыкального тура певицы Алины Делисс и известного молдавского народного артиста Константина Московича по городам Молдовы летом 2017.

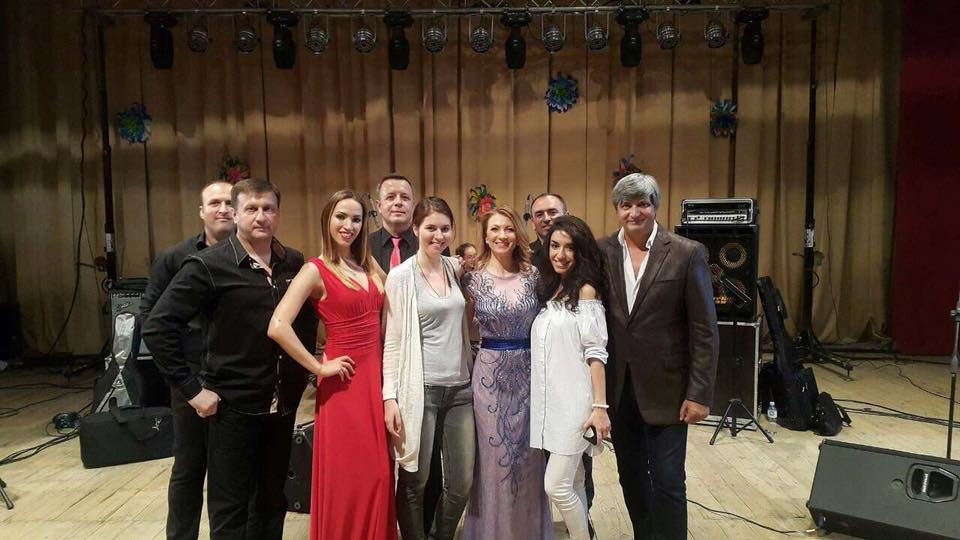
Музыкальный тур певицы Алины Делисс и Константина Московича

В 2018 Алекс сотрудничала с фотостудиями в Кишинёве в качестве дизайнера интерьера. Работает фриланс-фотографом. Впервые её работы были опубликованы на официальном сайте Vogue Italy зимой 2018 года, в журнале Dark Beauty Magazine — онлайн и печатном выпуске.

## Награды
- 2015 год — получила статус Топ 20 Фотографов г. Кишинёв в конкурсе 35Awards 2015[34].
- 2016 год — получила статус Топ 10 Фотографов г. Кишинёв в конкурсе 35Awards 2016[35] и Топ 20 Фотографов Молдовы в конкурсе 35Awards 2016[35]
- 2016 год — получила звание Nominee в престижном международном конкурсе Fine Art Photography Awards 2015—2016 в категории портрет[36].
- 2017 год — получила статус Топ 30 Фотографов г. Кишинёв в конкурсе 35Awards 2017[37] и Топ 30 Фотографов Молдовы в конкурсе 35Awards 2017[38]
- 2019 год — получила статус Топ 35 Фотографов г. Кишинёв в конкурсе 35Awards 2017[37] и Топ 35 Фотографов Молдовы в конкурсе 35Awards 2017[38]

В жанре fine art, nudes (арт ню):
- 2016 — была награждена в конкурсе The Spider Awards 11th ed. грамотой Honorable Mention[40][41];
- 2017 — была награждена в конкурсе The International Photographer of the Year 2016 грамотой Honorable Mention[42][43];
- 2017 — 3-е место в конкурсе International Color Awards 10th ed.[44]
- 2017 — была награждена в конкурсе Fine Art Photography Awards 2016—17 грамотой Nominee[45];
- 2017 — грамота Honorable Mention в конкурсе Neutral Density photography awards 2017[46][47].
- 2018 — включена в список Acceptance list Special Themes Circuit 2018[48] от Trierenberg Super Circuit contest под покровительством Photographic Society of America и FIAP
- 2018 — была награждена в конкурсе CAS Photo Academy International Photo Contest 2018 дипломом Master of Light Photo Association (MoL Diploma), а также включена в список Acceptance list CAS Photo Academy International Photo Contest 2018[49] от CAS Photo Academy contest (India) под покровительством Photographic Society of America и Master of Light Photographic Association (MoL).[50][51]
- 2019 — была награждена в конкурсе International Color Awards 12 грамотой Nominee[52];

## Волонтёрский опыт
Алекс активно занимается волонтёрской деятельностью по уходу за животными. Была участником акций помощи бездомным животным в Кишинёве в 2011—2013 годах, а также постоянным помощником в приюте для бездомных собак.

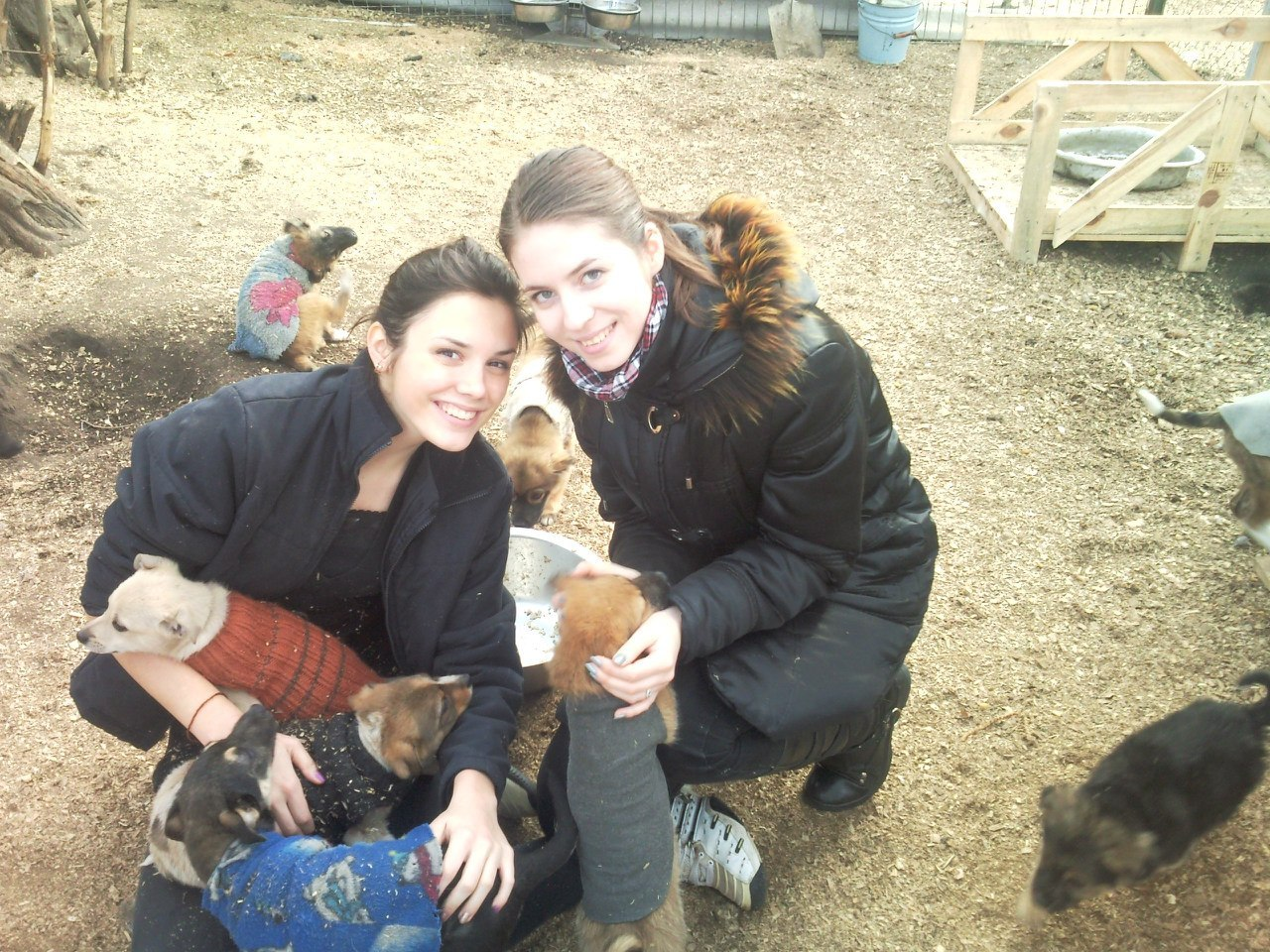
Алекс Литт в приюте для бездомных собак «Островок Надежды»
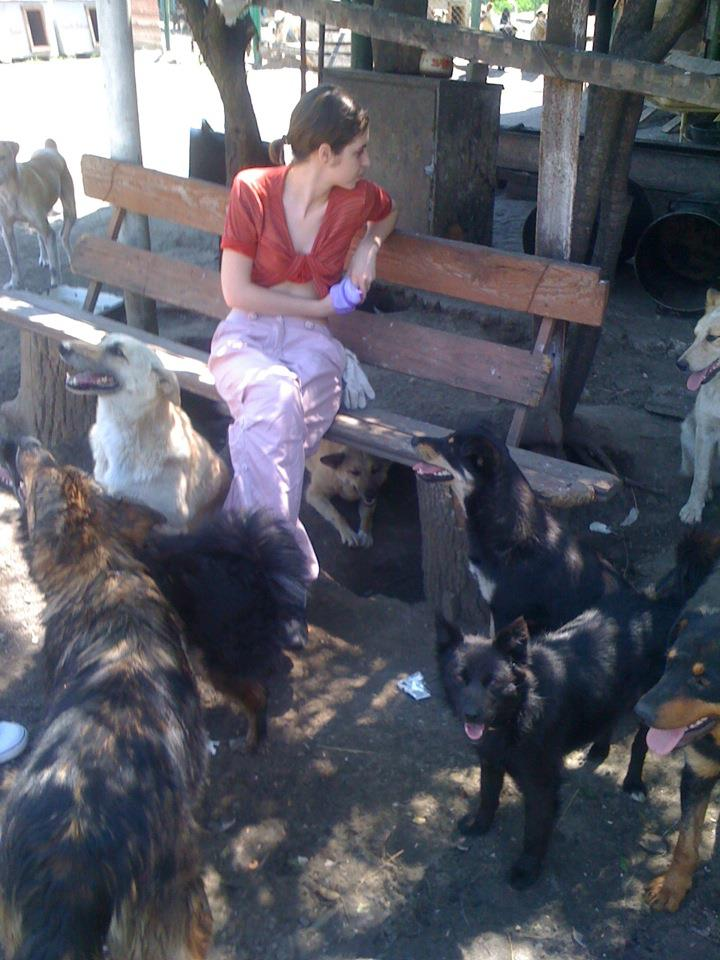
Алекс Литт в приюте для бездомных собак «Casa Katharina»
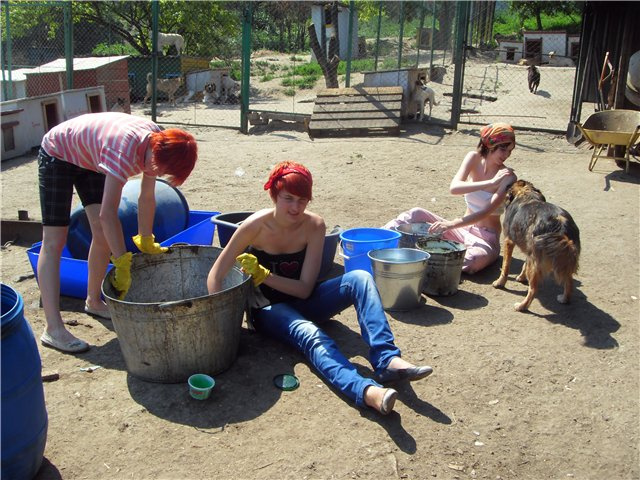
Алекс Литт в приюте для бездомных собак «Casa Katharina»